# Wilhelm Bendow

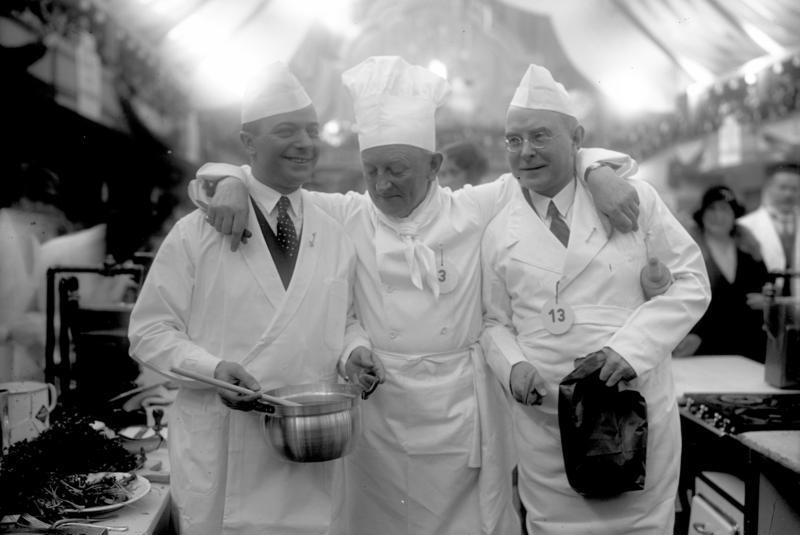
Wilhelm Bendow, Otto Gebühr et Paul Heidemann en 1931.

Wilhelm Bendow (né le 29 septembre 1884 à Einbeck et mort le 29 mai 1950  dans la même ville) est un acteur et humoriste allemand.

## Biographie
Wilhelm Bendow se produisit notamment au Wilde Bühne, cabaret littéraire berlinois fondé par Trude Hesterberg.

## Filmographie partielle
- 1923 : Le Petit Napoléon (Der kleine Napoleon)
- 1925 : Ein Sommernachtstraum de Hans Neumann
- 1926 : Die keusche Susanne
- 1926 : Les Frères Schellenberg
- 1928 : Luther – Ein Film der deutschen Reformation
- 1931 : L'amour commande
- 1943 : Les Aventures fantastiques du baron Münchhausen
- 1947 : Kein Platz für Liebe de Hans Deppe

## Source de la traduction
- (en) Cet article est partiellement ou en totalité issu de l’article de Wikipédia en anglais intitulé « Wilhelm Bendow » (voir la liste des auteurs).